# Xzibit/Diskografie
Diese Diskografie ist eine Übersicht über die musikalischen Werke des US-amerikanischen Rappers Xzibit. Den Schallplattenauszeichnungen zufolge hat er bisher mehr als vier Millionen Tonträger verkauft, davon alleine in seiner Heimat über 2,5 Millionen. Seine erfolgreichste Veröffentlichung ist das dritte Studioalbum Restless mit mehr als 1,1 Millionen verkaufen Einheiten.

## Alben

### Studioalben
| Jahr | Titel                       | Höchstplatzierung, Gesamtwochen, AuszeichnungChartplatzierungen (Jahr, Titel, Platzierungen, Wochen, Auszeichnungen, Anmerkungen) | Höchstplatzierung, Gesamtwochen, AuszeichnungChartplatzierungen (Jahr, Titel, Platzierungen, Wochen, Auszeichnungen, Anmerkungen) | Höchstplatzierung, Gesamtwochen, AuszeichnungChartplatzierungen (Jahr, Titel, Platzierungen, Wochen, Auszeichnungen, Anmerkungen) | Höchstplatzierung, Gesamtwochen, AuszeichnungChartplatzierungen (Jahr, Titel, Platzierungen, Wochen, Auszeichnungen, Anmerkungen) | Höchstplatzierung, Gesamtwochen, AuszeichnungChartplatzierungen (Jahr, Titel, Platzierungen, Wochen, Auszeichnungen, Anmerkungen) | Anmerkungen                                                   |
| Jahr | Titel                       | DE | AT | CH | UK | US | Anmerkungen                                                   |
| ---- | --------------------------- | --- | --- | --- | --- | --- | ------------------------------------------------------------- |
| 1996 | At the Speed of Life        | DE74 (6 Wo.)DE | — | CH35 (10 Wo.)CH | — | US74 (4 Wo.)US | Erstveröffentlichung: 1. Oktober 1996                         |
| 1998 | 40 Dayz & 40 Nightz         | — | — | — | — | US58 (5 Wo.)US | Erstveröffentlichung: 25. August 1998                         |
| 2000 | Restless                    | DE21 (15 Wo.)DE | AT52 (7 Wo.)AT | CH40 (10 Wo.)CH | UK27 Gold · (14 Wo.)UK | US12 Platin · (28 Wo.)US | Erstveröffentlichung: 12. Dezember 2000 Verkäufe: + 1.115.000 |
| 2002 | Man vs Machine              | DE20 (5 Wo.)DE | — | CH33 (6 Wo.)CH | UK43 Silber · (4 Wo.)UK | US3 Gold · (12 Wo.)US | Erstveröffentlichung: 1. Oktober 2002 Verkäufe: + 560.000     |
| 2004 | Weapons of Mass Destruction | DE27 (11 Wo.)DE | AT69 (3 Wo.)AT | CH27 (9 Wo.)CH | UK85 (4 Wo.)UK | US43 Gold · (8 Wo.)US | Erstveröffentlichung: 14. Dezember 2004 Verkäufe: + 500.000   |
| 2006 | Full Circle                 | — | — | CH74 (1 Wo.)CH | — | US50 (2 Wo.)US | Erstveröffentlichung: 17. Oktober 2006                        |
| 2012 | Napalm                      | — | — | — | — | US150 (1 Wo.)US | Erstveröffentlichung: 8. Oktober 2012                         |
| 2025 | Kingmaker                   | — | — | — | — | — | Erstveröffentlichung: 16. Mai 2025                            |

### Kompilationen
- 2011: Urban Ammo 2
- 2015: Urban Ammo 3

### Mixtapes
- 2000: Getcha Groove On – Dirt Road Mix (mit Limp Bizkit und DJ Premier)
- 2010: Digital Dynasty 12 (mit Tha Advocate)
- 2013: Serial Killers Vol. 1 (mit B-Real und Demrick als Serial Killers)
- 2015: The Murder Show (mit B-Real und Demrick als Serial Killers)
- 2020: Summer of Sam (mit B-Real und Demrick als Serial Killers)

## Singles

### Als Leadmusiker
| Jahr | Titel Album                                        | Höchstplatzierung, Gesamtwochen, AuszeichnungChartplatzierungen (Jahr, Titel, Album, Platzierungen, Wochen, Auszeichnungen, Anmerkungen) | Höchstplatzierung, Gesamtwochen, AuszeichnungChartplatzierungen (Jahr, Titel, Album, Platzierungen, Wochen, Auszeichnungen, Anmerkungen) | Höchstplatzierung, Gesamtwochen, AuszeichnungChartplatzierungen (Jahr, Titel, Album, Platzierungen, Wochen, Auszeichnungen, Anmerkungen) | Höchstplatzierung, Gesamtwochen, AuszeichnungChartplatzierungen (Jahr, Titel, Album, Platzierungen, Wochen, Auszeichnungen, Anmerkungen) | Höchstplatzierung, Gesamtwochen, AuszeichnungChartplatzierungen (Jahr, Titel, Album, Platzierungen, Wochen, Auszeichnungen, Anmerkungen) | Anmerkungen                                               |
| Jahr | Titel Album                                        | DE | AT | CH | UK | US | Anmerkungen                                               |
| ---- | -------------------------------------------------- | --- | --- | --- | --- | --- | --------------------------------------------------------- |
| 1996 | Paparazzi At the Speed of Life                     | DE11 Gold · (20 Wo.)DE | AT20 (10 Wo.)AT | CH6 (12 Wo.)CH | — | US83 (6 Wo.)US | Erstveröffentlichung: 27. Mai 1996                        |
| 1998 | What U See Is What You Get 40 Dayz & 40 Nightz     | — | — | — | — | US50 (14 Wo.)US | Erstveröffentlichung: 7. Juli 1998                        |
| 2000 | X Restless                                         | DE4 (16 Wo.)DE | AT19 (17 Wo.)AT | CH5 (18 Wo.)CH | UK14 (8 Wo.)UK | US76 (10 Wo.)US | Erstveröffentlichung: 28. November 2000                   |
| 2000 | Front 2 Back Restless                              | DE95 (1 Wo.)DE | — | CH66 (3 Wo.)CH | — | — | Erstveröffentlichung: 12. Dezember 2000                   |
| 2002 | Multiply Man vs Machine                            | DE33 (9 Wo.)DE | AT66 (3 Wo.)AT | CH33 (10 Wo.)CH | UK39 (2 Wo.)UK | — | Erstveröffentlichung: 5. März 2002 feat. Nate Dogg        |
| 2004 | Hey Now (Mean Muggin’) Weapons of Mass Destruction | DE33 (14 Wo.)DE | — | CH42 (11 Wo.)CH | UK9 (7 Wo.)UK | US93 (4 Wo.)US | Erstveröffentlichung: 16. November 2004 feat. Keri Hilson |
| 2006 | Concentrate Full Circle                            | DE68 (7 Wo.)DE | — | — | — | — | Erstveröffentlichung: 29. September 2006                  |

Weitere Singles
- 1996: The Foundation
- 1996: Eyes May Shine
- 1998: Los Angeles Times
- 1998: 3 Card Molly
- 1999: Pussy Pop (feat. Jayo Felony und Method Man)
- 2000: Year 2000
- 2001: Get Your Walk On
- 2002: Choke Me, Spank Me (Pull My Hair)
- 2002: Symphony in X Major (feat. Dr. Dre)
- 2004: Muthafucka
- 2006: Family Values
- 2006: Thank You
- 2009: Hurt Locker
- 2010: Phenom (feat. Kurupt und 40 Glocc)
- 2010: Highest Form of Understanding (H.F.O.U.) (feat. Trick-Trick)
- 2012: Napalm
- 2012: Up Out the Way (feat. E-40)

### Als Gastmusiker
| Jahr | Titel Album                        | Höchstplatzierung, Gesamtwochen, AuszeichnungChartplatzierungen (Jahr, Titel, Album, Platzierungen, Wochen, Auszeichnungen, Anmerkungen) | Höchstplatzierung, Gesamtwochen, AuszeichnungChartplatzierungen (Jahr, Titel, Album, Platzierungen, Wochen, Auszeichnungen, Anmerkungen) | Höchstplatzierung, Gesamtwochen, AuszeichnungChartplatzierungen (Jahr, Titel, Album, Platzierungen, Wochen, Auszeichnungen, Anmerkungen) | Höchstplatzierung, Gesamtwochen, AuszeichnungChartplatzierungen (Jahr, Titel, Album, Platzierungen, Wochen, Auszeichnungen, Anmerkungen) | Höchstplatzierung, Gesamtwochen, AuszeichnungChartplatzierungen (Jahr, Titel, Album, Platzierungen, Wochen, Auszeichnungen, Anmerkungen) | Anmerkungen                                                     |
| Jahr | Titel Album                        | DE | AT | CH | UK | US | Anmerkungen                                                     |
| ---- | ---------------------------------- | --- | --- | --- | --- | --- | --------------------------------------------------------------- |
| 1999 | Bitch Please No Limit Top Dogg     | — | — | — | — | US77 (9 Wo.)US | Erstveröffentlichung: 29. April 1999 mit Snoop Dogg & Nate Dogg |
| 2004 | Make Y’All Bounce Classic Material | DE24 (14 Wo.)DE | — | — | — | — | Erstveröffentlichung: 2004 mit Raptile                          |

Weitere Gastbeiträge
- 1999: Game Don’t Wait (mit Warren G feat. Nate Dogg und Snoop Dogg)
- 2000: Focus (mit Erick Sermon feat. DJ Quik)
- 2000: Connect (mit DJ Hurricane feat. Big Gipp und Pharoahe Monch)
- 2001: Bitch Please II (mit Eminem feat. Dr. Dre, Snoop Dogg und Nate Dogg, UK: Silber, US: Gold)
- 2011: Off the Handle (mit Adil Omar)
- 2014: And We Run (mit Within Temptation)
- 2014: Giraffe Pussy (mit Apollo Brown feat. Ras Kass, Royce da 5′9″ und Bishop Lamont)
- 2024: Belief (mit Otyken)

## Videoalben
- 2001: Restless Xposed

## Musikvideos
- 1996: Paparazzi
- 1996: The Foundation
- 1998: What U See Is What U Get
- 1999: Up from da Underground (feat. KRS-One)
- 1999: Bitch Please (mit Snoop Dogg feat. Nate Dogg)
- 1999: The Game Don’t Wait (Remix) (mit Warren G feat. Snoop Dogg und Nate Dogg)
- 2000: Year 2000
- 2000: X
- 2000: Get Your Walk On
- 2001: Front 2 Back
- 2002: Multiply
- 2002: Symphony in X Major
- 2004: Ride & Smoke
- 2004: Hey Now (Mean Muggin)
- 2005: Criminal Set
- 2006: Concentrate
- 2006: Roll on ’Em (mit DJ Crazy Toones feat. WC, Young Maylay und MC Ren)
- 2008: Thank You
- 2009: Figure It Out (mit Young De feat. Mykestro)
- 2010: Phenom
- 2010: Goin’ Back (mit Statik Selektah und Termanology feat. Cassidy)
- 2010: Hurt Locker
- 2011: What It Is
- 2011: Man on the Moon
- 2011: Off the Handle (mit Adil Omar)
- 2014: And We Run (mit Within Temptation)

## Statistik

### Chartauswertung
|                     | DE    | AT    | CH    | UK    | US    |
| ------------------- | ----- | ----- | ----- | ----- | ----- |
| Nummer-eins-Alben   | DE—DE | AT—AT | CH—CH | UK—UK | US—US |
| Top-10-Alben        | DE—DE | AT—AT | CH—CH | UK—UK | US1US |
| Alben in den Charts | DE4DE | AT2AT | CH5CH | UK3UK | US7US |

|                       | DE    | AT    | CH    | UK    | US    |
| --------------------- | ----- | ----- | ----- | ----- | ----- |
| Nummer-eins-Singles   | DE—DE | AT—AT | CH—CH | UK—UK | US—US |
| Top-10-Singles        | DE1DE | AT—AT | CH2CH | UK1UK | US—US |
| Singles in den Charts | DE7DE | AT3AT | CH5CH | UK3UK | US5US |

### Auszeichnungen für Musikverkäufe
| Goldene Schallplatte - Australien - 2003: für das Album Man vs Machine - 2003: für das Videoalbum Restless Xposed - Dänemark - 2022: für das Lied What’s the Difference - Kanada - 2003: für das Album Man vs Machine - Österreich - 2024: für das Lied What’s the Difference | Platin-Schallplatte - Australien - 2024: für die Single Bitch Please II - Kanada - 2003: für das Album Restless - Neuseeland - 2001: für das Album Restless - Vereinigtes Königreich - 2024: für das Lied What’s the Difference |

Anmerkung: Auszeichnungen in Ländern aus den Charttabellen bzw. Chartboxen sind in ebendiesen zu finden.
| Land/RegionAuszeichnungen für Musikverkäufe (Land/Region, Auszeichnungen, Verkäufe, Quellen) | Silber     | Gold       | Platin     | Verkäufe  | Quellen           |
| -------------------------------------------------------------------------------------------- | ---------- | ---------- | ---------- | --------- | ----------------- |
| Australien (ARIA)                                                                            | —          | 2× Gold2   | Platin1    | 112.500   | aria.com.au       |
| Dänemark (IFPI)                                                                              | —          | Gold1      | —          | 45.000    | ifpi.dk           |
| Deutschland (BVMI)                                                                           | —          | Gold1      | —          | 250.000   | musikindustrie.de |
| Kanada (MC)                                                                                  | —          | Gold1      | Platin1    | 150.000   | musiccanada.com   |
| Neuseeland (RMNZ)                                                                            | —          | —          | Platin1    | 15.000    | Einzelnachweise   |
| Österreich (IFPI)                                                                            | —          | Gold1      | —          | 15.000    | ifpi.at           |
| Vereinigte Staaten (RIAA)                                                                    | —          | 3× Gold3   | Platin1    | 2.500.000 | riaa.com          |
| Vereinigtes Königreich (BPI)                                                                 | 2× Silber2 | Gold1      | Platin1    | 960.000   | bpi.co.uk         |
| Insgesamt                                                                                    | 2× Silber2 | 10× Gold10 | 5× Platin5 |           |                   |